# Jarrod Bowen
Jarrod Bowen (ur. 20 grudnia 1996 w Leominster) – angielski piłkarz występujący na pozycji napastnika w angielskim klubie West Ham United oraz w reprezentacji Anglii. Wychowanek Hereford United, w trakcie swojej kariery grał także w Hull City.